# Přítelkyně z domu smutku (seriál)
Přítelkyně z domu smutku je čtyřdílný seriál České televize z roku 1992, v němž hlavní roli hrála Ivana Chýlková. Natočen byl podle stejnojmenné knihy Evy Kantůrkové. Kniha má autobiografické rysy – autorka byla téměř rok vězněna ve vazební věznici v Praze-Ruzyni, když byla obviněna z trestného činu podvracení republiky. Nakonec byla propuštěna a k soudu nikdy nedošlo (byl to jen další z triků komunistického režimu, jak držet jemu nepohodlné lidi v šachu). V seriálu nenese hlavní postava přímo jméno autorky, je označována jako paní Marta. Tento seriál byl oceněn na MTF v Cannes Velkou stříbrnou cenou v kategorii seriálů a Velkou zlatou cenou za herecký výkon Ivany Chýlkové. Seriál, natočený v autentickém prostředí věznice, má díly: 1. Dům smutku. 2. Andy. 3. Helga. 4. Přítelkyně z domu smutku.
Příběh vykresluje život ve vazební věznici a osudy spoluvězenkyň – proč se do vězení dostaly, jaký trestný čin spáchaly, spáchaly-li vůbec nějaký, z jakého pocházejí prostředí apod. Jejich čistě kriminální delikty kontrastují s „trestnou činností“ hlavní postavy, jež se do vězení dostala pouze kvůli vydávání svých knih v zahraničí, ale o které si ostatní spoluvězenkyně myslí, že je proti nim velký případ.
Jak kniha, tak i seriál dopodrobna popisují pocity autorky, které ve vězení prožívala; v seriálu je kladen větší důraz na popisování výslechů s vyšetřovatelem. Skrze popis jednotlivých postav a jejich osudů a chování po uvěznění je však detailně přiblížena realita života v socialismu 70. a 80. let v ČSSR, včetně nerovného postavení žen ve společnosti a manipulace pravdy orgány činnými v trestním řízení.

## Obsazení
- Ivana Chýlková – Marta
- Veronika Žilková – dozorkyně
- Yvetta Blanarovičová – Majka
- Aňa Geislerová – Líba
- Pavel Nový – manžel Marty
- František Řehák – kněz
- Jaroslav Šmíd – bachař
- Michal Dlouhý – vyšetřovatel
- Bohuslav Čáp – otec Majky
- Blažena Holišová – matka Majky
- Otakar Brousek ml. – lékař, vězeň
- Michaela Kuklová – Evička
- Ilona Svobodová – lékařka ve věznici
- Jiřina Bohdalová – Helenka
- Oldřich Navrátil – obhájce
- Jana Boušková – Andy
- Emma Černá – bachařka
- Bronislav Kotiš – bachař
- Jaroslava Obermaierová – bachařka
- Luděk Nešleha – šéf vyšetřovatelů
- Vladimír Drha – psycholog
- David Suchařípa – Zdeněk
- Mirko Musil – 1. oloupený muž
- Václav Vydra – 2. oloupený muž
- Miroslav Saic – náčelník věznice
- Jiří Havel – starší vyšetřovatel
- Petr Pelzer
- Martina Menšíková – dozorkyně
- Pavel Trávníček – dozorce Španěl
- Vladimír Kratina – přítel Andy
- Helena Růžičková – Helga
- Ernesto Čekan – dozorce
- Ladislav Goral
- Margita Reisnerová – kamarádka Andy
- Jan Rusenko
- Hana Brejchová – servírka
- Pavlína Mourková – Peterková
- Zdena Hadrbolcová – Bóži
- Miroslav Nohýnek
- Veronika Jeníková – Denisa
- Alena Kreuzmannová – matka Denisy
- Ljuba Krbová – Naďa
- Vilma Cibulková – Věra
- Marek Vašut – milenec Nadi
- Oldřich Vlach – manžel Nadi
- Simona Stašová – Anča
- Klára Jirsáková – Maďarka Alička
- Jindřich Hinke – dozorce